# Cheryl Praeger
Cheryl Elisabeth Praeger AM (Toowoomba, 7 de setembro de 1948) é uma matemática australiana.